# CQ DL
CQ DL är en månadstidning som behandlar amatörradioämnen och frågor om den tyska amatörradioklubben t. V. (DARC). Den publiceras av DARC.
I medlemsavgiften ingår en prenumeration av tidskriften.
Förutom nyheter inom amatörradioområdet publiceras testrapporter och bygginstruktioner, speciellt för antenner och extrautrustning. Dessutom finns det artiklar om teoretiska aspekter av amatörradio, inklusive radiobruksanvisningar och relaterade ämnen, inklusive datorteknik.
Sedan 2013 är QC DL också tillgänglig digitalt.

## Historia
Efter andra världskriget grundades två tidskrifter: QRV Amatörradio (utgiven av Körner-Verlag) och, tidningen CQ, en publikation av Deutschen Amateur-Radio-Club e. V. (DARC). I och med grundandet av en enad amatörradioklubb för hela Västtyskland (DARC) – fram till september 1950 hade det funnits oberoende DARC-föreningar i de enskilda ockupationszonerna – slogs de två amatörradiotidningarna QRV Amateur Radio och CQ samman till en enda publikation, under det nya namnet Das DL-QTC.
DL-QTC publicerades i denna form fram till 1971. Därefter gick de skilda vägar igen och DARC gav ut sin amatörradiotidning under namnet cq-DL – som har publicerats sedan 1972 – fram till idag under den något modifierade titeln CQ DL.